# Hells Angels on Wheels
Hells Angels on Wheels é um filme de estrada produzido nos Estados Unidos, dirigido por Richard Rush e lançado em 1967.